# Demonax masatakai
Demonax masatakai là một loài bọ cánh cứng trong họ Cerambycidae.